# Daniel Różyński
Daniel Piotr Różyński (ur. 18 stycznia 1980 w Gdańsku, zm. 12 września 2004 w Al-Hilla) – polski żołnierz, podporucznik, poległ podczas wykonywania zadania bojowego w składzie III zmiany Polskiego Kontyngentu Wojskowego w Iraku.

## Życiorys
Ukończył I Liceum Ogólnokształcące w Brodnicy, a następnie, z tytułem prymusa ukończył Wyższą Szkołę Oficerską Wojsk Lądowych.
Dowodzona przez niego grupa szybkiego reagowania wraz z plutonem saperów i grupą żołnierzy sprzymierzonego wojska irackiego została ostrzelana przez partyzantów podczas podejmowania rzekomego IED, który okazał się tylko przynętą. W zasadzce zginęli również ppor. Piotr Mazurek i st. szer. Grzegorz Nosek. Trzech innych żołnierzy polskich i irackich zostało ciężko rannych, kolejnych sześciu – lekko. Atak był zorganizowany przez jedną z grup bojowych jordańskiego terrorysty Abu Musaba al-Zarkawiego.
Został pochowany na cmentarzu w Brodnicy.

## Odznaczenia
- Krzyż Kawalerski Orderu Krzyża Wojskowego – 2025, pośmiertnie[4]
- Gwiazda Iraku – 2012, pośmiertnie[5]
- Odznaka skoczka spadochronowego wojsk powietrznodesantowych

## Upamiętnienie
Pośmiertnie został awansowany do stopnia porucznika oraz został wyróżniony wpisem do księgi honorowej Ministra Obrony Narodowej.   
10 września 2011 roku w kościele Matki Boskiej Fatimskiej w Brodnicy miało miejsce osłonięcie tablicy upamiętniającej por. Daniela Różyńskiego. W 2013 roku w rodzinnej Brodnicy jego imieniem została nazwana ulica.   
9 września 2020 roku decyzją Ministra Obrony Narodowej, Wojskowej Delegaturze Departamentu Kontroli w Bydgoszczy nadano imię por. Daniela Różyńskiego, odsłonięto również pamiątkową tablicę.   
W 2015 roku imię por. Daniela Różyńskiego przyjęła 51 Wodna Drużyna Harcerska należąca do Hufca ZHP Brodnica, której był drużynowym i chorążym. Jego imię nosi także sala wykładowa Akademii Wojsk Lądowych we Wrocławiu oraz aleja w koszarach 16 Batalionu Powietrznodesantowego.